# North Muskegon
North Muskegon is een plaats (city) in de Amerikaanse staat Michigan, en valt bestuurlijk gezien onder Muskegon County.

## Demografie
Bij de volkstelling in 2000 werd het aantal inwoners vastgesteld op 4031.
In 2006 is het aantal inwoners door het United States Census Bureau geschat op 3974, een daling van 57 (-1.4%).

## Geografie
Volgens het United States Census Bureau beslaat de plaats een oppervlakte van
10,6 km², waarvan 4,6 km² land en 6,0 km² water.

## Plaatsen in de nabije omgeving
De onderstaande figuur toont nabijgelegen plaatsen in een straal van 16 km rond North Muskegon.